# 照喜名朝一
照喜名 朝一（てるきな ちょういち、1932年4月15日 - 2022年9月10日）は、沖縄県島尻郡知念村出身の琉球古典音楽の三線奏者、実業家。

## 人物
1932年4月15日、島尻郡知念村（現 南城市知念）知名（ちな）生まれ。幼少の頃から三線に親しみ、25歳から本格的に古典音楽を安冨祖流師範宮里春行に師事した。沖縄県内新聞社主催のコンクール入賞を経て、1979年、日本国文化庁主催音楽部門優秀賞を受賞した。1983年、松尾芸能振興財団4回松尾芸能賞民俗音楽特別賞を受賞した。1994年より安冨祖流絃声会会長を6年間務めた。2000年、沖縄の芸能部門で初めて重要無形文化財「琉球古典音楽」の保持者に各個認定された（いわゆる人間国宝）。
沖縄県のみならず日本全国、あるいは日本国外で指導・演奏を行い世界に琉球芸能を紹介していた。また後継者育成にも力を入れ、創作活動にも意欲的に取り組んでいた。

### 年表
- 1932年（昭和7年）- 沖縄県知念村字知名で出生
- 1952年（昭和27年）- ノースウエスト航空へ入社[2]
- 1957年（昭和32年）- 琉球古典音楽安冨祖流絃声会師範宮里春行に師事
- 1959年（昭和34年）- 沖縄タイムス社主催第1回芸術祭新人芸能部門古典音楽新人賞受賞
- 1960年（昭和35年）- 知念村知名に研究所開設
- 1963年（昭和38年）- 沖縄タイムス社主催第10回芸術祭琉球古典音楽新人賞最優秀賞受賞
- 1965年（昭和40年）- 琉球古典音楽安冨祖流絃声会師匠免許取得
- 1966年（昭和41年）
  - 琉球新報社主催第１回古典芸能コンクール三線部門最高賞受賞
  - 琉球新報社主催胡弓部門優秀賞受賞
- 1967年（昭和42年）
  - 第１回沖縄タイムス社芸術祭選奨選抜賞受賞
  - 琉球新報社主催第2回古典芸能コンクール胡弓部門最高賞受賞
- 1969年（昭和44年）- 琉球新報社主催古典芸能コンクール審査員選任（現在に至る）
- 1972年（昭和47年）
  - 沖縄県指定無形文化財沖縄伝統舞踊三線技能保持者認定
  - 那覇エアポートサービス設立[2]
- 1974年（昭和49年）
  - ノースウエスト航空を退社
  - 那覇エアポートサービスがエアー沖縄に合併。同社の取締役専務に就任[2]
- 1977年（昭和52年）- 琉球古典音楽安冨祖流絃声会師範免許取得
- 1979年（昭和54年）- 文化庁主催昭和54年度芸術祭音楽部門優秀賞受賞[2]
- 1983年（昭和58年）- 松尾芸能振興財団第四回松尾芸能賞民俗音楽特別賞受賞
- 1984年（昭和59年）- 琉球古典音楽安冨祖流絃声会名誉会長賞受賞
- 1986年（昭和61年）
  - 国の重要無形文化財「組踊」の保持者に認定（総合認定）
  - 琉球三線楽器保持育成会第９号鑑定員
  - 琉球古典音楽安冨祖流絃声会副会長就任 （4期8年）
- 1988年（昭和63年）- 株式会社エアー沖縄取締役退任
- 1993年（平成5年）
  - 社団法人東洋音楽会会員
  - 沖縄県立泊高等学校通信制課程卒業
- 1994年（平成6年）- 琉球古典音楽安冨祖流絃声会会長就任[2]
- 1999年（平成11年）- 沖縄県指定沖縄伝統音楽安冨祖流保持者認定
- 2000年（平成12年）
  - 琉球古典音楽安冨祖流絃声会会長退任（３期６年）
  - 国の重要無形文化財「琉球古典音楽」保持者に各個認定（人間国宝）[2][3]
- 2000年（平成12年）- 知念村名誉村民顕彰
- 2001年（平成13年）
  - 那覇市市制功労賞受賞
  - 第８回島袋光裕芸術文化賞受賞
- 2003年（平成15年）
  - 旭日小綬章受章[4]
  - 第40回琉球新報賞受賞
- 2004年（平成16年）- 沖縄芸能連盟功労賞表彰
- 2005年（平成17年）
  - 日本善行賞表彰
  - 知念村特別功労者表彰
- 2006年（平成18年）
  - 第6回南部連合文化賞受賞
  - 沖縄県功労者表彰
  - 琉球新報社主催古典芸能コンクール特別審査員選任(2013年現在)
  - 沖縄県芸能関連協議会会長就任
- 2009年（平成21年）
  - アメリカ合衆国ハワイ州ホノルル市より3月27日を「Choichi terukinaの日」に制定される
  - 国の重要無形文化財｢琉球舞踊｣保持者に認定（総合認定）[5]
- 2010年（平成22年）- 沖縄県指定伝統音楽安冨祖流保存会会長就任
- 2013年（平成25年）- 国の重要無形文化財保持者の団体である伝統組踊保存会の副会長に就任
- 2019年（令和元年）- アメリカ合衆国ニューヨーク州カーネギーホールにおいて「TOBE! Uta Sanshin in NY 」公演
- 2022年 (令和4年)9月10日 - 老衰のため那覇市の自宅で死去[6]。90歳没。死没日付をもって正五位に叙された[7]。

## 主な所属団体
- 琉球古典安冨祖流音楽研究朝一会 総帥
- 一般社団法人伝統組踊保存会 副会長
- 琉球舞踊保存会 副会長
- 沖縄県指定無形文化財沖縄伝統音楽安冨祖流保存会 会長
- 沖縄県芸能関連協議会 会長